# Michael Müller
Michael Müller (Berlín Oest, 9 de desembre de 1964) és un empresari i polític alemany, membre del Partit Socialdemòcrata d'Alemanya (SPD). Des de l'11 de desembre de 2014 és l'actual alcalde de Berlín.

## Biografia
Entre 2001 i 2011 Müller va exercir com a president estatal del SPD, i entre 2011 i 2014 va exercir com a Ministre de Desenvolupament Urbà i Medi ambient. Anteriorment, va ser president del grup parlamentari del SPD en la Cambra de Representants de Berlín, de la qual és membre des de 1996.
El 29 d'agost 2014 Müller va presentar la seua candidatura a alcalde per a la successió de Klaus Wowereit, qui havia anunciat la seua renúncia el 26 d'agost de 2014. En una votació on van participar els membres del SPD Berlín el 18 d'octubre de 2014, Müller va vèncer el president regional Jan Stoss i el membre de la Cambra de Representants, Raeu Saleh, per majoria absoluta. Va arribar al 59,11% dels vots. Va succeir a Wowereit a partir de l'11 de desembre de 2014, data en què va ser ratificat alcalde amb 87 vots a favor, 58 en contra i una abstenció pel parlament.
Ha sigut membre del SPD des de 1981. Està casat i té dos fills.